# Aedicula

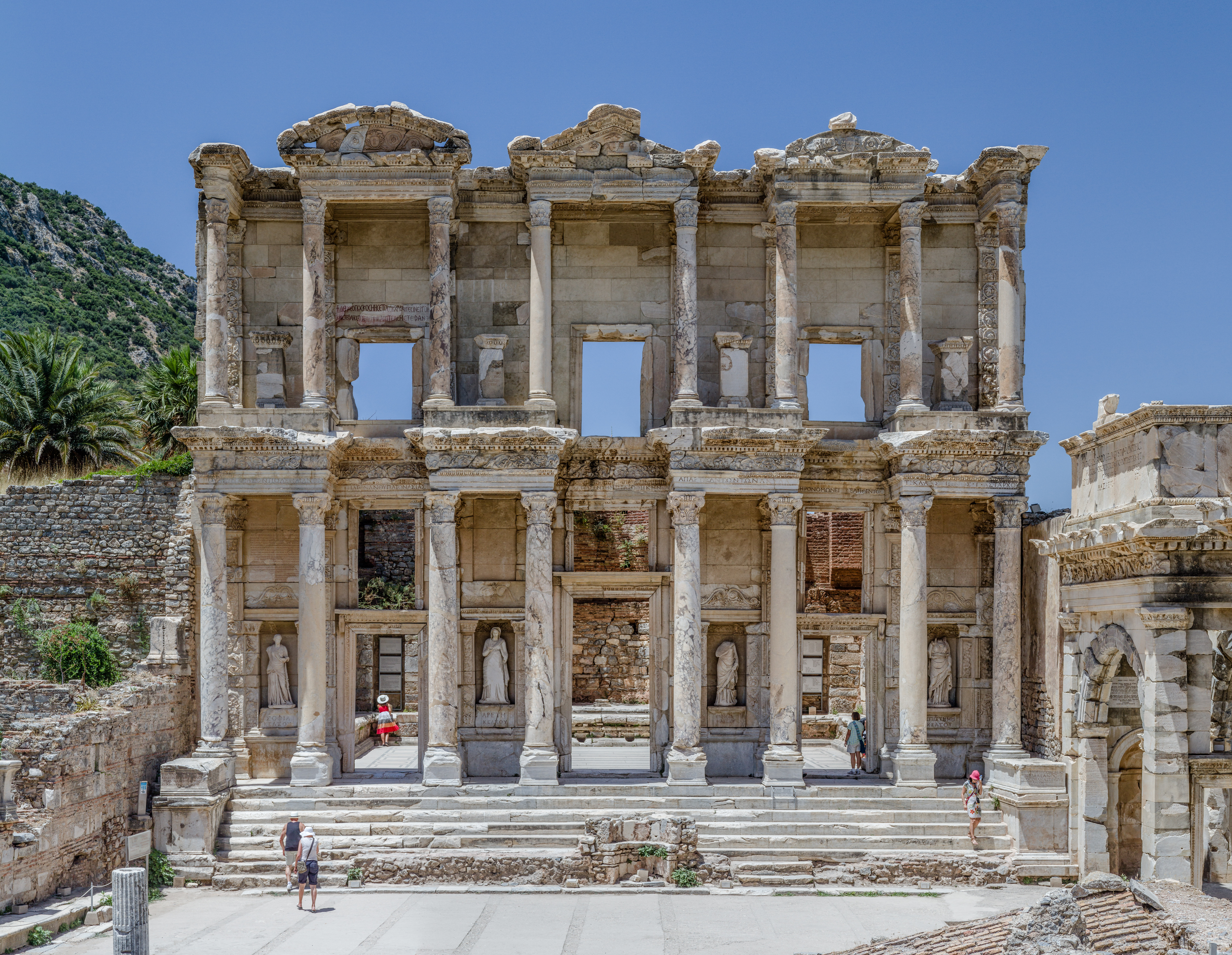
Celsus könyvtárának homlokzata, aediculákkal (Ephesos)

Az aedicula ókori római építészeti fogalom. Jelentései
- Kisméretű ókori szentély;
- Oszlopokkal, pillérekkel közrefogott, keretezett, szemöldökpárkánnyal vagy háromszögű, ill. íves orommezővel (timpanon) lezárt fülke vagy azt utánzó nyíláskeretelés. Önállóan lehet síremlék, egyébként falfelületek díszítő, tagoló eleme.
- Az antik római templomnak az a része, melyben az istenség szobra állt.